# جون هنري ارين
جون هنري ارين هو سياسي كندي، ولد في 1812، وتوفي في 28 أبريل 1885.
كان جون تاجرًا وسياسيًا إنجليزي المولد، مثل بونافيستا باي من 1852 إلى 1869 ومن 1874 إلى 1878 وخليج ترينيتي من 1871 إلى 1874 في نيوفاوندلاند.
وُلِد في ديفون كابن ويليام وارين، ومن المعروف أنه كان يعمل مع شريك في تجارة الأسماك وتجارة الجملة والتجزئة في سانت جونز في ثلاثينيات القرن التاسع عشر وفي عام 1841 أسس شركته الخاصة، خدم وارن في المجلس التنفيذي كمساح عام ورئيس مجلس الأشغال.  هُزم في الانتخابات العامة عام 1878 وعُيِّن في المجلس التشريعي في عام 1879 وتوفي في بلجريف تراس ، توركواي في إنجلترا عام 1885 بينما كان لا يزال عضوًا في المجلس.
تزوجت ابنته لورا من تشارلز آر بورينغ الذي خدم أيضًا في الجمعية والمجلس التشريعي.